# 本山中町
本山中町（もとやまなかまち）は、神戸市東灘区の町名の一つで旧・本山村域（本山地区）の旧田辺・北畑・小路・中野各村域に基づく範囲のうち、北限をJR東海道本線、南限を国道2号とする地域。
JRを挟んで北の商船大学線以西は本山北町と、同じく北の商船大学線以東から北東は森北町と、同じく北西は岡本と、東は森南町と、西は田中町と、国道2号を挟んで南の商船大学線以西と南西は本山南町と（甲南町とは僅かに接しない）、同じく南の商船大学線以東と南東は本庄町と、それぞれ隣接する。
昭和46年（1971年）6月1日に東から順に本山町中野字門田・籾取（もみとり）と同町森字鉄道前（一部）が一丁目、同町中野字御前・千田が二丁目、同町小路字井戸田・竹乃前が三丁目、同町北畑字保久良通・柳町と同町田辺字田井・清水通が四丁目として住居表示実施で誕生。昭和48年（1973年）6月1日には本山町森字鉄道前・宮川を一丁目に編入している。
平成17年国勢調査（2005年10月1日現在）における世帯数は2,722、人口5,932で内男性2,671人・女性3,261人。

## 町名の変遷
| 昭和25年10月10日     | 昭和46年6月1日 | 昭和48年6月1日 |
| -------------------- | -------------- | -------------- |
| 本山町中野字門田     | 本山中町一丁目 |                |
| 本山町中野字籾取     | 本山中町一丁目 |                |
|                      | 本山中町一丁目 |                |
| 本山町森字鉄道前     |                |                |
| 本山町森字宮川       |                |                |
| 本山町中野字御前     | 本山中町二丁目 | 本山中町二丁目 |
| 本山町中野字千田     | 本山中町二丁目 | 本山中町二丁目 |
| 本山町小路字井戸田   | 本山中町三丁目 | 本山中町三丁目 |
| 本山町小路字竹乃前   | 本山中町三丁目 | 本山中町三丁目 |
| 本山町北畑字保久良通 | 本山中町四丁目 | 本山中町四丁目 |
| 本山町北畑字柳町     | 本山中町四丁目 | 本山中町四丁目 |
| 本山町田辺字田井     | 本山中町四丁目 | 本山中町四丁目 |
| 本山町田辺字清水通   | 本山中町四丁目 | 本山中町四丁目 |

## 施設
- 神戸市立本山第三小学校
- 神戸本山駅前郵便局
- 中野北公園